# Utulik (Fluss)
Der Utulik (russisch Утулик) ist ein 86 km langer Zufluss des Baikalsees in der russischen Republik Burjatien und Oblast Irkutsk in Sibirien.

## Verlauf
Der Utulik entspringt im Gebirgszug Chamar-Daban südwestlich des Baikalsees auf einer Höhe von etwa 2100 m. Er fließt in überwiegend ostnordöstlicher Richtung durch das Gebirge. 1,7 km und 1,4 km oberhalb der Mündung kreuzen die Fernstraße R258 Irkutsk – Tschita und die Transsibirische Eisenbahn den Flusslauf. An der Mündung des Utulik in das Südufer des Baikalsees liegt am rechten Flussufer die Ortschaft Utulik.

## Hydrologie
Der mittlere Abfluss (MQ) 3,2 km oberhalb der Mündung betrug zwischen 1941 und 1999 16,39 m³/s. Zwischen Mai und Oktober liegen die mittleren monatlichen Abflüsse bei 13 m³/s und mehr. In den Monaten Juli und August führt der Fluss in der Regel die größte Wassermenge mit etwa 40 m³/s.

## Einzugsgebiet
Der Utulik entwässert ein 965 km² großes Gebiet. Das Einzugsgebiet grenzt im Osten an das der Babcha, im Südosten an die Einzugsgebiete von Solsan und Chara-Murin, im Süden an das der Sneschnaja, im Westen an das des Sun-Murin sowie im Norden an die Einzugsgebiete von Großer Bystraja und Besimjannaja.